# Generator
Generator (1992) és el nom d'un àlbum de Bad Religion, publicat el 12 de març de 1992.
Aquest és el primer àlbum amb el bateria Bobby Schayer, qui va reemplaçar al bateria anterior Pete Finestone, que va deixar la banda el 1991 per a concentrar-se només en la banda The Fishermen, després de l'enregistrament i la gira de l'àlbum anterior Against the Grain.

## Llista de cançons
- "Generator" (3:21)
- "Too Much to Ask" (2:45)
- "No Direction" (3:14)
- "Tomorrow" (1:56)
- "Two Babies In The Dark" (2:25)
- "Heaven Is Falling" (2:04)
- "Atomic Garden" (3:10)
- "The Answer" (3:21)
- "Fertile Crescent" (2:08)
- "Chimaera" (2:28)
- "Only Entertainment" (3:12)

La versió remasteritzada de l'àlbum també inclou versions de "Heaven Is Falling" i "Fertile Crescent" incloses en el split 7" amb Noam Chomsky emès per Maximum Rock'N Roll el 1991; això inclou a Pete Finestone a la bateria, el seu últim enregistrament amb Bad Religion.